# Groupe de NGC 1961
Le groupe de NGC 1961 comprend au moins six galaxies situées dans la constellation de la Girafe. La distance moyenne entre ce groupe et la Voie lactée est d'environ 60,2 Mpc (∼196 millions d'al). 

## Membres
Le tableau ci-dessous liste les six galaxies du groupe indiquées dans l'article de A.M. Garcia paru en 1993. 
| Nom                    | Class.   | Type                  | α (J2000.0)   | δ (J2000.0) | Vitesse radiale (km/s) | m    | Distance (Mpc) | Dimension (kal) |
| ---------------------- | -------- | --------------------- | ------------- | ----------- | ---------------------- | ---- | -------------- | --------------- |
| NGC 1961               | SAB(rs)c | Spirale intermédiaire | 05h 42m 04.6s | 69° 22′ 42″ | 3934 ± 1               | 10,9 | 57,7 ± 4,0     | 212             |
| UGC 3319               | Sc       | Spirale               | 05h 34m 14.5s | 70° 11′ 29″ | 4213 ± 8               | 15,8 | 61,7 ± 4,3     | 136             |
| UGC 3342               | Scd?     | Spirale               | 05h 44m 29.6s | 69° 17′ 56″ | 3998 ± 8               | 14,7 | 58,6 ± 4,1     | 111             |
| UGC 3379               | (R')SABb | Spirale intermédiaire | 05h 58m 25.4s | 68° 27′ 40″ | 4113 ± 4               | 13,0 | 60,4 ± 4,2     | 104             |
| CGCG 329-010           | Sb       | Spirale               | 05h 42m 52.7s | 69° 53′ 34″ | 4016 ± 125             | 14,4 | 58,9 ± 4,5     | 38              |
| MGC 12-6-13 (UGC 3349) | Sb       | Spirale               | 05h 45m 38.8s | 69° 03′ 38″ | 4346 ± 1               | 13,6 | 63,8 ± 4,5     | 53              |

Le site DeepskyLog permet de trouver aisément les constellations des galaxies mentionnées dans ce tableau ou si elles ne s'y trouvent pas, l'outil du site constellation permet de le faire à l'aide des coordonnées de la galaxie. Sauf indication contraire, les données proviennent du site NASA/IPAC.